# باغتشلة (مقاطعة ديواندرة)
باغتشلة (بالفارسية: باغچله) هي قرية تقع في منطقة مركزية ريفية في إيران. يقدر عدد سكانها بـ 525 نسمة .